# Juan María Oliver
Juan María Oliver (Tacuarembó, 1881-1957) fue un poeta uruguayo que escribía artículos y poesías en el género literatura gauchesca. Es considerado el primer poeta de Tacuarembó.

## Biografía
Juan María Oliver (hijo) se radicó desde muy joven en Montevideo pero siempre mantuvo nexos con su pueblo natal y las costumbres de campo. Su obra conocida comienza en 1910 con la publicación de Los Crepúsculos donde recopila un conjunto de sus poemas y que contó con el prólogo de Francisco Alberto Schinca. En 1938 edita Luces Malas con el seudónimo Juan Solito que contó con el prólogo de Ovidio Fernández Ríos
Serafín J. García lo incluye en su antología 10 Poetas Gauchescos del Uruguay publicado en 1963, aunque no ha sido incluido en otras recopilaciones antológicas.
En su ciudad natal, Tacuarembó una Biblioteca Municipal lleva su nombre.

## Obras
- Los crepúsculos (1910)[4]
- Canciones de la huerta (1914)[5]